# Ingersoll Lockwood
Pour les articles homonymes, voir Lockwood.
Ingersoll Lockwood, né le 2 août 1841 à Ossining et mort le 30 septembre 1918, est un avocat et écrivain américain. 
En tant qu'écrivain, il est particulièrement connu aujourd'hui pour ses romans pour enfants Baron Trump. Cependant, il a écrit d'autres romans pour enfants, ainsi que le roman dystopique, 1900 ou Le Dernier Président, une pièce de théâtre et plusieurs œuvres non romanesques. Il a signé certaines de ses œuvres du  pseudonyme d' Irwin Longman,.

## Biographie
Lockwood est né à Ossining, dans l'État de New York. Ses parents étaient Munson Ingersoll et Sarah Lewis (née Smith) Lockwood. Munson Lockwood, comme ses deux frères aînés, Ralph et Albert, était un avocat et un ami intime de Henry Clay. Munson s'est principalement fait connaître en tant que militaire. Il était général de la milice de l'État de New York et commandant de sa 7e brigade. Grand admirateur de l'homme d'État hongrois et combattant de la liberté Lajos Kossuth, Munson a activement levé des fonds pour lui à New York. Il a été aussi l'un des fondateurs de la première banque d'Ossining et du cimetière de Dale et dirigé la prison de Sing Sing de 1850 à 1855.
Comme son père et ses oncles, Ingersoll Lockwood a suivi une formation d'avocat. Toutefois, il commença sa carrière comme diplomate. En 1862, il est nommé consul au royaume de Hanovre par Abraham Lincoln. À l'époque, il était le plus jeune membre de la force consulaire américaine et il a occupé ce poste pendant quatre ans. À son retour, il a établi un cabinet juridique à New York avec son frère aîné Henry,.
Dans le cours des années 1880, Lockwood mène deux carrières en parallèle, avocat ainsi que conférencier et écrivain. En 1884, il épouse Winifred Wallace Tinker, diplômée du Vassar College. Ils divorcent en 1892.
Lockwood a passé ses années de retraite à Saratoga Springs, New York, où il a publié son dernier livre, un recueil de poésie intitulé In Varying Mood, ou Jetsam, Flotsam and Ligan en 1912. Il s'ouvre sur des photographies juxtaposées de Lockwood à 35 ans et à 70 ans.
Lockwood est mort à Saratoga Springs cinq ans plus tard à l'âge de 77 ans.

## Publications
- 1890 : Travels and Adventures of Little Baron Trump and His Wonderful Dog Bulger.
- 1893 : Baron Trump's Marvellous Underground Journey.
- 1896 : 1900 or, The Last President.